# Enter My Religion
Enter Me Religion — второй студийный альбом норвежской певицы Лив Кристин, выпущен 13 февраля 2006 года на лейбле Roadrunner Records. Продюсером альбома выступил Александр Крулль, супруг Лив Кристин.

## Список композиций
| №   | Название                    | Текст песни     | Музыка                            | Длительность |
| --- | --------------------------- | --------------- | --------------------------------- | ------------ |
| 1.  | «Over The Moon»             | Лив Кристин     | Тэгтгрен Петер                    | 3:32         |
| 2.  | «Fake A Smile»              | Лив Кристин     | Александр Крулль, Timon Birkhofer | 3:40         |
| 3.  | «All The Time In The World» | Лив Кристин     | Торстен Бауер                     | 3:52         |
| 4.  | «My Revelation»             | Лив Кристин     | Бауер                             | 3:31         |
| 5.  | «Coming Home»               | Лив Кристин     | Бауер, Крулл                      | 4:11         |
| 6.  | «Trapped In Your Labyrinth» | Лив Кристин     | Tägtgren                          | 3:46         |
| 7.  | «Blue Emptiness»            | Лив Кристин     | Birkhofer, Бауер                  | 3:49         |
| 8.  | «You Are The Night»         | Лив Кристин     | Матиас Рёдерер                    | 3:34         |
| 9.  | «Enter My Religion»         | Лив Кристин     | Бауер                             | 3:50         |
| 10. | «Streets Of Philadelphia»   | Спрингстин Брюс | Springsteen                       | 3:19         |
| 11. | «You Take Me Higher»        | Лив Кристин     | Kristine, Röderer                 | 3:37         |
| 12. | «For A Moment»              | Лив Кристин     | Крулл, Бауер                      | 4:24         |

## Участники записи
- Лив Кристин Эспенес-Крулль — вокал
- Торстен Бауер — акустическая и электрогитара, Саз, фламенцо-гитара, мандолина, ситар, уд, пианино
- Timon Birkhofer — бас-гитара, виолончель, пианино, бэк-вокал
- Jana Kallenberg — скрипка
- Мориц Нойнер — ударные
- Dimitrios Argyropolous — бузуки, Tzoura
- Florian Tekale — пианино
- Jean Paul — аккордеон
- Katharina Kleiner — флейта
- Александр Крулль — клавишные, программирование, семплы